# Foveolaria imbricata
Foveolaria imbricata is een mosdiertjessoort uit de familie van de Foveolariidae. De wetenschappelijke naam van de soort is, als Amphiblestrum imbricatum, voor het eerst geldig gepubliceerd in 1884 door George Busk.